# Lago Sakakawea
Il lago Sakakawea (lake Sakakawea in lingua inglese) è un lago artificiale situato nel cuore del Dakota del Nord. Il nome deriva da quello della nativa indiana Sakakawea, componente della spedizione di Lewis e Clark, ed è il terzo lago artificiale degli Stati Uniti per dimensione dopo i laghi Mead e Powell.
Si trova a circa 80 km di distanza dalla capitale Bismarck; invece la distanza lungo il corso del fiume Missouri è di circa 120 km. Le sponde del lago distano fra loro in media fra i 3,2 e i 4,8 km, tuttavia il punto di maggior distanza è di circa 23 km, il cosiddetto Van Hook arm. Il lago Sakakawea delimita il confine meridionale dell'espansione dei ghiacci durante l'ultima glaciazione. Esso è alimentato dal fiume Piccolo Missouri.
Il bacino fu creato in contemporanea con l'ultimazione della diga di Garrison nel 1956, la seconda (e anche più grande) delle sei dighe poste lungo il corso del fiume Missouri costruite dall'U.S. Army Corps of Engineers per prevenire il rischio di alluvioni, per poter ottenere energia idroelettrica e per poter favorire i trasporti e le coltivazioni.